# Ализе
Ализе́  (фр. Alizée), урождённая Ализе́ Жакоте́ (фр. Alizée Jacotey; в замужестве Лионне́ Alizée Lyonnet; род. 21 августа 1984) — французская певица. Открытая для публики в 2000 году Милен Фармер и композитором Лораном Бутонна, Ализе под их руководством выпустила сингл «Moi... Lolita» (вошедший в альбом Gourmandises, 2000), который снискал необычайный успех, в том числе благодаря провокативности самой Ализе, вызвавшей любопытство, а также некоторую критику. Певица продолжила выпускать альбомы в стиле лёгкой и чувственной поп-музыки, которые, однако не повторили отличных продаж дебютного альбома.

## Биография

### Детство
Родилась в городе Аяччо на побережье Корсики. Отец — компьютерный специалист, мать — предприниматель; есть младший брат Йохан (младше на четыре года). Происхождение имени связано со словом «пассат» (фр. alizé).
В четыре года отлично танцевала, вскоре начала обучаться танцам в корсиканской танцевальной школе École du Spectacle Monique Mufraggi.
В 1995 году, в одиннадцатилетнем возрасте, Ализе участвовала в конкурсе, организованном французской авиакомпанией Air Outre Mer (ныне Swissair). Необходимо было нарисовать рисунок на корпусе самолёта, изображённого на специальном бланке. Ализе победила в этом конкурсе, и, помимо выигранной ею поездки на Мальдивы, рисунок был изображён на самолёте в полную величину, а самолёт был назван её именем.
В декабре 1999 года в возрасте 15 лет Ализе впервые участвовала в телевизионном музыкальном конкурсе под названием «Начинающая звезда» (фр. Graines de Star), проходившем на французском телеканале M6. Первоначально Ализе задумывала выступить на конкурсе с танцевальным номером, но, узнав, что в данной номинации могут участвовать только группы, решила участвовать в вокальной части конкурса и исполнила песню на английском языке. Не пройдя в следующий этап конкурса, Ализе вернулась на сцену «Начинающей звезды» через месяц, исполнила песню бельгийской певицы Аксель Ред «Ma Prière» и выиграла конкурс. Получила свою первую музыкальную награду Meilleure Graine, как самая перспективная молодая певица.

### Начало карьеры
Вскоре известная французская певица Милен Фармер и композитор Лоран Бутонна, искавшие молодое дарование с прекрасным голосом для создания совместного проекта, предложили Ализе начать вокальную карьеру. Ализе согласилась работать в новом творческом коллективе, и после нескольких студийных прослушиваний началась карьера Ализе как исполнительницы песен.

### Личная жизнь
В то время, как Ализе после выхода своего первого альбома, в своём творческом образе предстала публике как Лолита с сексуальной внешностью и в вызывающей одежде, на самом деле Ализе была «скромной тихой личностью и обычным городским подростком».
Ализе продолжает заниматься танцами, в частности она отлично владеет навыками классических танцев, джазовых танцев, балета и фламенко. Она увлекается футболом, болеет за клуб AC Ajaccio. Увлекается тайским боксом, но не для получения боксёрского опыта, а для поддержания своей физической формы.
Занимается благотворительностью, входя в состав группы знаменитостей под названием Les Enfoirés («Недоумки»). Эта группа даёт благотворительные концерты каждый год, а доход от концертов идёт в  Les Restos du cœur («Рестораны сердца») — фонд помощи бедным (деньги идут на пропитание малообеспеченных людей). Ализе участвовала в этих концертах в 2001, 2002, 2008—2012 годах.
Ализе с 2003 по 2012 была замужем за Жереми Шатленом (фр. Jérémy Châtelain), с которым она встретилась на вручении награды Eurobest в 2003 году. Их свадьба состоялась в Лас-Вегасе (США) 6 ноября 2003 года.
29 апреля 2005 года Ализе родила дочь Аннили (фр. Annily).
Семья купила частный дом в предместье Парижа, однако в 2012 году стало известно о разводе Ализе и Жереми.
Ализе замужем за танцором Грегуаром Лионне (фр. Grégoire Lyonnet), с которым она участвовала в шоу «Танцы со звёздами-4» (фр. Danse avec les Stars) и 23 ноября одержала победу в финале. Их свадьба состоялась в Аяччо 18 июня 2016 года.
В октябре 2017 года молодая пара открыла танцевальную школу «Lyonnet».
В мае 2019 года пара объявила, что осенью ждёт ребёнка. 24 ноября 2019 года Ализе родила девочку по имени Мэгги.

## Карьера

### 2000 год
Первый сингл Ализе «Moi… Lolita» («Я… Лолита», слова песни написала Милен Фармер) вышел 19 мая, а 26 июля вышел её первый видеоклип на эту песню. Клип был снят под руководством Лорана Бутонна за несколько дней, действие клипа происходило в одном из парижских ночных клубов под названием Les Bains Douches и в местечке под названием Санлис (фр. Senlis). Ализе предстаёт в образе соблазнительной Лолиты (Лолита — героиня одноимённого романа Владимира Набокова), деревенской девушки, попадающей в большой город. Позже сингл Ализе использовался в рекламном видеоролике британского фильма «Хороший год», вышедшего в 2006 году. Клип сразу же принёс славу певице, прочно закрепившись в десятке хитов на лучших хит-парадах и не покидая их в течение полугода, а копии сингла были проданы тиражом более миллиона экземпляров.
17 ноября Ализе получила свою первую музыкальную награду в номинации «Открытие года» по версии телеканала M6.
28 ноября вышел первый официальный альбом Ализе под названием Gourmandises («Лакомства»), получивший огромный успех во Франции, а позже и во всей Европе и некоторых странах Восточной Азии, во многом благодаря тому же хиту Moi… lolita, представившем Ализе публике как Лолиту, «способную растопить сердца многих мужчин». Альбом моментально обрёл такую популярность, что уже через 3 месяца после выпуска стал платиновым, а количество проданных во Франции копий альбома перевалило за 1 миллион 300 тысяч. Тексты песен альбома и музыка были лёгкими, составленными в молодёжном стиле, и сопровождались красивым вокалом певицы. Ализе обрела популярность, тем не менее, она давала очень короткие интервью. Участвовала в фотосессиях, например Филиппа Боули (Philippe Bouley) (ноябрь 2000).
Тогда же, 28 ноября, для поддержки альбома был выпущен ещё один сингл под названием L’Alizé («Пассат»), а 6 декабря был впервые показан видеоклип L’Alizé, снятый режиссёром Пьером Стином (фр. Pierre Stine). Показы несомненно способствовали увеличению продаж альбома, хотя содержание самого клипа было бесхитростным: Ализе поёт о себе среди летающих повсюду мыльных пузырей на фоне красивой обстановки, выполненной в светлых тонах.

### 2001—2002 год
20 января по итогам 2000 года Ализе была удостоена второй в своей жизни профессиональной награды — популярной музыкальной премии французской радиостанции NRJ в номинации «Открытие года».
24 апреля вышел третий сингл Ализе под названием Parler tout bas («Говорить совсем тихо»), а 25 апреля — одноимённый видеоклип, снятый под руководством Лорана Бутонна. Слова песни написаны на медленную музыку, а действия клипа даже являются несколько мрачными: Ализе поёт в окружении живых кукол, а в конце хоронит одну из них, тем самым как бы прощается с детством. Клип был весьма неоднозначно принят телезрителями Франции, поэтому он является не самым успешным клипом певицы.
Лето 2001 года ещё больше усилило зарубежную популярность Ализе. В мае региональные отделения компании Universal Music в Нидерландах, Израиле и Японии выпустили локализованные версии альбома Gourmandises, общее количество проданных альбомов по всему миру превысило 4 миллиона копий.
О популярности певицы постепенно начали узнавать и в России. Так, 17 апреля состоялось телефонное интервью Ализе в эфире радиостанции «Европа Плюс», а 1 июня Ализе прибыла в Россию для выступления на церемонии вручения музыкальной награды «Стопудовый хит», организованной российской радиостанцией Хит FM. Ализе также участвовала в пресс-конференции, а 3 июня дала интервью в эфире музыкального телеканала MTV-Россия (в программе «Дневной каприз»).
25 июля был выпущен видеоклип под названием Gourmandises, снятый на одноимённую песню из альбома Ализе. Режиссёр клипа Николас Хидироглу снял клип, тем самым продолжая серию клипов Ализе, исполненных в молодёжном стиле. Действия клипа разворачиваются за городом (клип был снят в предместьях Парижа), куда Ализе с друзьями выезжает на пикник. Клип был снят в кратчайшие сроки — за один день.
6 марта 2002 года получили премию World Music Award на церемонии, проходившей в Монте-Карло. После этого Ализе ушла на продолжительный отдых.

### 2003 год
С 7 января 2003 года на радиостанциях начала звучать новая песня Ализе под названием J’en Ai Marre («С меня хватит», в Японии песня известна как Mon Bain de Mousse, английская версия песни I’m Fed Up!), а Ализе часто стала появляться на телевидении с новыми интервью. Заметки о возвращении Ализе стали появляться и в прессе.
19 февраля на телеканалах M6 и MCM появился видеоклип на песню J’en Ai Marre. Клип был снят под руководством Оливье Мегатона в течение двух дней. Съёмки происходили в Париже в двух версиях: на французском и английском языках. Действия клипа разворачиваются в большом аквариуме, наполненном водой, внутри которого находится Ализе, исполняющая роль «золотой рыбки».
25 февраля вышел сингл Ализе на песню J’en Ai Marre, который пробыл на верхних строчках хит-парадов всего около недели. Сам сингл не обрёл высокой популярности, однако видеозапись презентации нового сингла на телешоу Hit Machine является одним из популярнейших неофициальных видеоклипов в исполнении Ализе.
18 марта вышел второй официальный альбом Ализе под названием Mes Courants Électriques («Мои электрические токи»), продюсерами которого были всё те же Милен Фармер и Лоран Бутонна. Альбом получил не менее огромный успех, чем предыдущий альбом, благодаря синглу J’en Ai Marre. Французская версия альбома содержит 11 песен (позже, 15 апреля вышла международная версия альбома, в которой к оригинальным 11 композициям были добавлены четыре песни на английском языке). Объём продаж второго альбома не столь высокий по сравнению с первым альбомом Ализе, во Франции он равен 700 тысячам копий, а мировые продажи диска достигли отметку в 2 млн копий.
В конце марта 2003 года Ализе приняла участие в церемонии вручения наград Eurobest, на которой собрались победители музыкальных конкурсов из девяти европейских стран. На церемонии она исполнила песню Moi… Lolita.
21 мая вышел очередной видеоклип Ализе под названием J’ai Pas Vingt Ans («Мне не двадцать лет»). Клип снят под руководством Лорана Бутонна. В этом клипе Ализе показывает отличную хореографию, танцуя на сцене с группой танцоров под ритмичную танцевальную музыку с участием электрогитары. Сингл на эту же песню вышел чуть позже, 3 июня.
Осенью началось первое концертное турне Ализе. 26 августа она дала семь концертов в парижском концертном зале «Олимпия», затем отправилась гастролировать по всей Франции, а затем дала концерты в Бельгии и Швейцарии.
Между тем 1 октября был снят ещё один видеоклип Ализе под названием À Contre-courant («Встречные течения»). Этот клип был снят режиссёром клипа L’Alizé Пьером Стином в бельгийском городе Бинче за два дня. Съёмки проходили на заброшенном заводе с участием циркового акробата, исполнявшего различные номера на канате. 7 октября вышел сингл на эту песню.
Через некоторое время после окончания концертного турне, 4 октября Ализе выпустила двойной альбом Gourmandises/Mes Courants Électriques, в который вошли песни из двух ранее выпущенных альбомов.

### 2004 год
17 января 2004 года Ализе дала свой заключительный концерт в концертном зале Парижа Le Zenith, устроив публике красочное шоу и исполнив свои семнадцать песен из двух альбомов.
После заключительного концерта, начиная с февраля 2004 года, Ализе взяла творческий перерыв на неопределённый срок.
18 октября вышел концертный альбом. Это CD- и DVD-сборник песен, записанных в прямом эфире во время последнего концерта, под названием Alizée en concert («Ализе на концерте»). В это же время вышел сингл и видеоклип под названием Amelie m’a dit («Амели мне сказала») на ещё одну медленную и лирическую песню Ализе. Клип составлен из различных отрывков выступлений певицы во время её концертов.

### 2005—2008 год
С тех пор как Ализе приостановила свою музыкальную деятельность в феврале 2004 года, не поступало ни одного официального сообщения о её возвращении.
3 апреля 2006 года веб-мастер одного из фан-сайтов певицы получил сообщение, написанное от руки и подписанное Ализе, гласившее о том, что певица работает над своим третьим альбомом.
7 июля 2006 года проходившее на французском телеканале Europe 2 шоу под названием Le JT de la musique объявило, что Ализе «больше не сотрудничает с её бывшим продюсером и автором слов её песен Милен Фармер» и в данный момент работает над созданием третьего альбома. Было также объявлено, что слова для новых песен пишет Жан Фок (фр. Jean Faulques). Жереми Шатлен также связан с новым альбомом, что он подтвердил в своём интервью.
В сентябре 2007 года Ализе подписала контракт с рекорд-лейблом RCA Records/Sony BMG, а 30 сентября вышел её новый сингл Mademoiselle Juliette. 19 ноября вышел клип на этот сингл.
3 декабря 2007 года вышел третий студийный альбом Ализе — Psychédélices. За 4 дня он стал золотым, достигнув объёма продаж в 30 000 копий. Между тем альбом достигает только 16-й позиции во французских чартах (за первую неделю продано приблизительно 11 000). К весне 2008 года было продано около 300 тыс. копий данного альбома по всему миру.
В период с 23 по 28 января 2008 Ализе приняла участие в благотворительном концерте Les Enfoirés (рус. «Глупые») который прошёл в Страсбурге в зале «Зенит». В марте Ализе впервые посетила Мексику.
Начиная с 18 мая Ализе начала большое турне Psychédélices Tour.

### 2009—2014

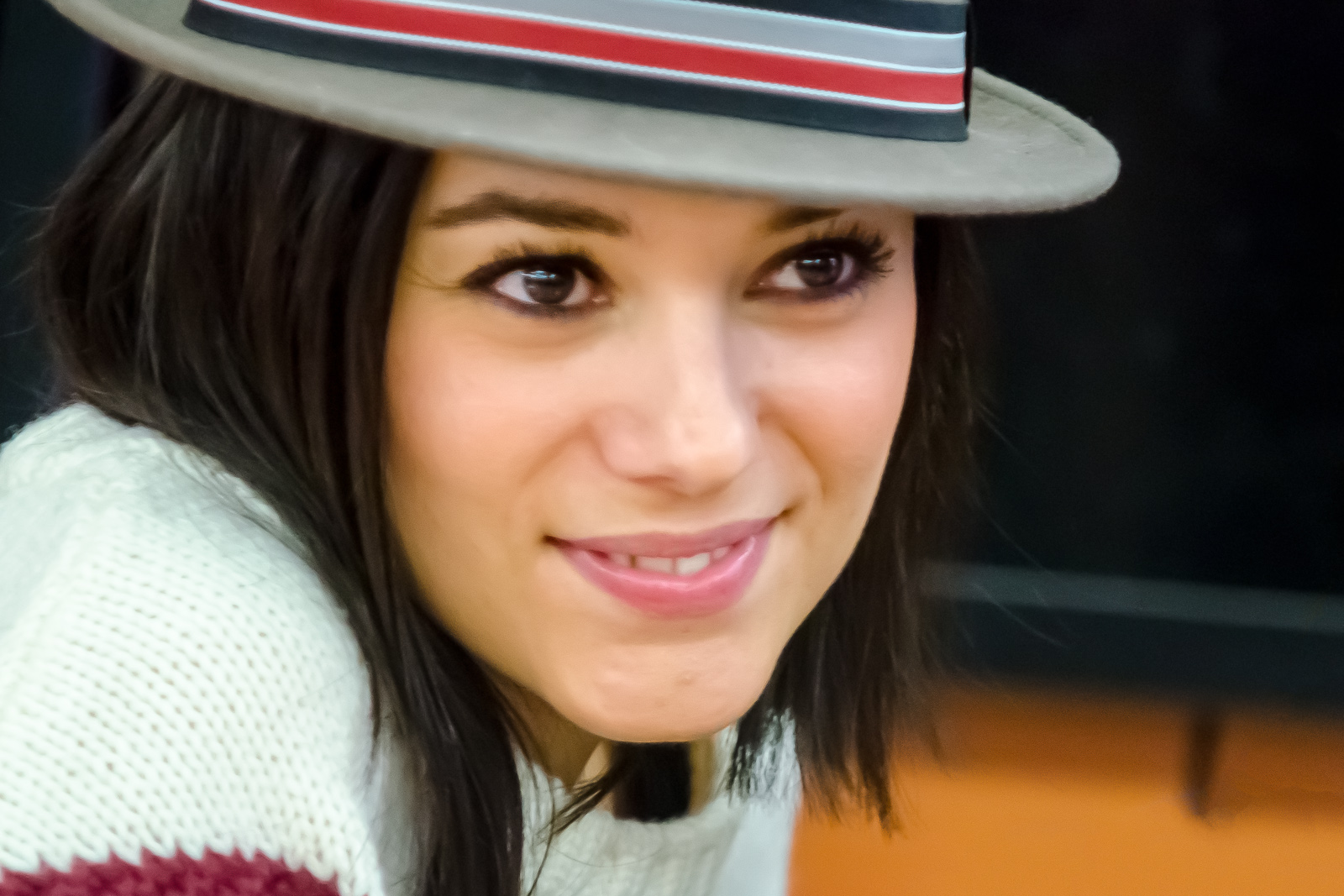
Ализе на автограф-сессии в Пуатье, 2013 год.

В январе 2009 года Ализе принимала участие в серии благотворительных концертов Les Enfoirés font leur cinéma. 18 апреля провела заключительный концерт Psychedelices Tour на острове Сан-Маркос.
В январе 2010 года в группе известных французских артистов участвовала в серии концертов Les Enfoires, прошедших в Ницце. 17 февраля вышел первый сингл из нового альбома Les Collines (Never Leave You), на месяц позже вышел клип на эту песню. 29 марта состоялась презентация альбома Une enfant du siècle. В новый альбом вошли 10 композиций. Несмотря на хорошие отзывы музыкальных критиков, альбом не показал высоких результатов продаж. По разным данным, было продано в лучшем случае около 30 тысяч копий альбома (24-е место во французских чартах).
В начале 2011 года Ализе и другие звёзды французской эстрады выступили с ежегодными благотворительными концертами Les Enfoires в южном городе Монпелье.
28 июня 2012 года был выпущен сингл Á cause de l’automne с нового альбома «5». В работе над диском принял участие Жан-Жак Гольдман.
Пятый студийный альбом певицы вышел 25 марта 2013 года, но его вновь ожидала коммерческая неудача — в итоге было продано менее 8000 экземпляров, и он поднялся лишь до 27 места в альбомных чартах.
Осенью 2013 года Ализе приняла участие в 4-м сезоне французского аналога телешоу «Танцы со звёздами» в паре с Грегуаром Лионе и одержала итоговую победу.
В июне 2014 года вышел её новый альбом — Blonde. Одну из песен этого альбома Ализе посвятила Милен Фармер.

### С 2015 года
С 2015 года выступает как танцовщица, работает в паре с мужем Грегуаром Лионе. Позже Ализе и Грегуар основывали свою личную школу танцев в городе Аяччо, которая работает и развивается до сих пор.
В конце августа 2018 года объявила о своём музыкальном возвращении на сцену за пределами Франции, в Польше и в Мексике. Восстановила отношения с Фармер и Бутонна. 14 ноября выпустила на цифровых платформах сборник хитов своих первых двух альбомов под названием Remixes.

## Дискография

### Студийные альбомы
- 2000 — Gourmandises
- 2003 — Mes Courants Électriques
- 2007 — Psychédélices
- 2010 — Une enfant du siècle
- 2013 — 5
- 2014 — Blonde

### Синглы
- 2000
  - Moi… Lolita
  - L’Alize
- 2001
  - Parler Tout Bas
  - Gourmandises
- 2003
  - J’en Ai Marre
  - I’m fed up!
  - J’ai pas vingt ans!
  - I’m not twenty!
  - A contre-courant
- 2007 — Mademoiselle Juliette
- 2008 — Fifty-Sixty
- 2010 — Les Collines (Never Leave You)
- 2012 — À cause de l’automne
- 2014 — Blonde

### Промосинглы
- 2004 — Amelie m’a dit (Live)
- 2008 — La Isla Bonita
- 2008 — Limelight

### Сборники
- 2007 — Tout Alizée

### Концертные альбомы
- 2004 — Alizée En Concert

### Позиции альбомов в популярных чартах
| Год  | Название                 | Позиция в чартах | Позиция в чартах | Позиция в чартах | Позиция в чартах | Позиция в чартах | Позиция в чартах | Позиция в чартах | Позиция в чартах | Позиция в чартах | Позиция в чартах | Позиция в чартах |
| Год  | Название                 | AT               | BE               | FIN              | FR               | DE               | IT               | ES               | CH               | MEX              | GRC              | HUN              |
| ---- | ------------------------ | ---------------- | ---------------- | ---------------- | ---------------- | ---------------- | ---------------- | ---------------- | ---------------- | ---------------- | ---------------- | ---------------- |
| 2000 | Gourmandises             | 40               | 7                | 26               | 1                | 27               | 27               | 22               | 27               | 25               | 27               | 23               |
| 2003 | Mes Courants Électriques | —                | 9                | —                | 2                | 26               | 29               | —                | 13               | 24               | 27               | 90               |
| 2004 | Alizée En Concert        | —                | —                | —                | 38               | —                | —                | —                | —                | 8                | —                | —                |
| 2007 | Psychédélices            | —                | 50               | —                | 16               | —                | —                | —                | 99               | 15               | —                | —                |
| 2007 | Tout Alizée              | —                | —                | —                | —                | —                | —                | —                | —                | 22               | —                | —                |
| 2010 | Une enfant du siècle     | —                | 60               | —                | 24               | —                | —                | —                | —                | 1                | —                | —                |
| 2013 | 5                        | —                | 41               | —                | 25               | —                | —                | —                | —                | 46               | —                | —                |

### Позиции синглов в популярных чартах
| Год  | Название                            | Позиция в чартах | Позиция в чартах | Позиция в чартах | Позиция в чартах | Позиция в чартах | Позиция в чартах | Позиция в чартах | Позиция в чартах | Позиция в чартах | Позиция в чартах | Позиция в чартах | Позиция в чартах | Позиция в чартах | Позиция в чартах | Позиция в чартах | Позиция в чартах | Альбом                                 |
| Год  | Название                            | EU               | AT               | BE               | DK               | UK               | FR               | DE               | IL               | IT               | JP               | NL               | ES               | CH               | SV               | RU               | CZ               | Альбом                                 |
| ---- | ----------------------------------- | ---------------- | ---------------- | ---------------- | ---------------- | ---------------- | ---------------- | ---------------- | ---------------- | ---------------- | ---------------- | ---------------- | ---------------- | ---------------- | ---------------- | ---------------- | ---------------- | -------------------------------------- |
| 2000 | Moi... Lolita                       | 31               | 5                | 2                | 9                | 9                | 2                | 5                | 1                | 1                | 1                | 2                | 1                | 11               | 52               | —                | —                | Gourmandises                           |
| 2000 | L’Alizé                             | —                | 52               | 5                | —                | —                | 1                | 43               | 21               | —                | —                | 63               | —                | 23               | —                | —                | —                | Gourmandises                           |
| 2001 | Parler tout bas                     | —                | —                | 15               | —                | —                | 12               | —                | —                | —                | —                | —                | —                | —                | —                | —                | —                | Gourmandises                           |
| 2001 | Gourmandises                        | —                | —                | 21               | —                | —                | 14               | —                | —                | —                | —                | —                | —                | 70               | —                | —                | —                | Gourmandises                           |
| 2003 | J’en ai marre / I’m Fed Up          | 12               | 43               | 5                | —                | —                | 4                | 21               | 2                | 23               | 2                | 35               | 11               | 5                | 57               | —                | —                | Mes Courants Électriques               |
| 2003 | J’ai pas vingt ans / I’m Not Twenty | —                | 60               | 20               | —                | —                | 17               | 59               | 15               | —                | —                | —                | —                | 60               | —                | —                | 14               | Mes Courants Électriques               |
| 2003 | À contre-courant                    | 71               | —                | 20               | —                | —                | 22               | —                | 19               | —                | —                | —                | —                | 64               | —                | 61               | 79               | Mes Courants Électriques               |
| 2007 | Mademoiselle Juliette               | 151              | —                | —                | —                | —                | 22               | —                | —                | —                | —                | —                | —                | —                | —                | 44               | —                | Psychédélices (and World Tour Edition) |
| 2008 | Fifty-Sixty                         | —                | —                | —                | —                | —                | —                | —                | —                | —                | —                | —                | —                | —                | —                | 179              | —                | Psychédélices (and World Tour Edition) |
| 2008 | La Isla Bonita                      | —                | —                | —                | —                | —                | —                | —                | —                | —                | —                | —                | —                | —                | —                | —                | —                | Psychédélices (and World Tour Edition) |
| 2010 | Les Collines (Never Leave You)      | —                | —                | 22               | —                | —                | 10               | —                | —                | —                | 17               | —                | —                | —                | —                | —                | —                | Une Enfant Du Siècle                   |

## Видео

### Концертное видео
- Alizée en concert (2004)

### Концертные туры
- Alizée en concert (2003—2004) — первое концертное турне в поддержку альбома Mes Courants Eletriques, проходившее на территории Франции, Бельгии и Швейцарии. Всего прошло 43 концерта.
- Psychédélices Tour (2008—2009) — второе концертное турне в поддержку альбома Psychédélices, проходившее на территории Мексики и России. Всего прошло 7 концертов.

### Кино и телевидение
- Реклама «Elise» — играет саму себя
- Фильм «Хороший год» — саундтрек фильма песня Ализе — Moi... Lolita
- Теленовелла «Глупышки не попадают в рай» — играет саму себя
- Dancе avec les stars, 4 сезон, 2013 г. — победительница
- 22 августа 2015 года на телеканале TF1 вышел очередной сезон телесериала «Nos chers voisins : Fêtent les vacances[фр.]» (рус. Наши дорогие соседи: празднование каникул), где Ализе сыграла роль няни для Амели[26].